# 宮本直樹
宮本 直樹（みやもと なおき、1965年6月18日 - ）は、日本のバンド『SA』のギタリスト。『NAOKI』名義での活動が大半。LAUGHIN' NOSE、COBRA、DOG FIGHTの元メンバー。スパイキーヘアーが特徴。

## 来歴
大阪高等学校出身。COBRAのYOSU-KOとは中学時代の同窓生。高校時代はフォークソング部に加入。YOSU-KOがパンク・ロックにハマり、その影響を受け共にCOBRAを結成。大阪のインディー界でCOBRAが人気を博す直前に、家庭の事情などもありCOBRAを脱退した直後に当時、既に大阪インディーズ界で人気だったLAUGHIN' NOSEのチャーミーから加入を持ちかけられる。LAUGHIN' NOSEがメジャー・デビューし、ブームになるも、バンドの方向性のズレからチャーミーと決別。PONと共に脱退し、LAUGHIN' NOSE解散後に東京に上京していたYOSU-KOとCOBRAを再結成。LAUGHIN' NOSEのギターとベースが、パンク・ロック界で実力を認められていたCOBRAのボーカルと一緒にやると話題となり、ポニーキャニオンから、メジャー・デビュー。バンドはテレビ出演を多々行い、日本武道館公演を果たすなど順調に思えたが、問題を内包しはじめ、2年足らずで再び解散。その後、NAOKIは初めて自らが中心となったバンド「DOG FIGHT」を結成、メジャー・デビュー。契約解除後もインディーズで一年活動し解散。30歳過ぎで初めてアルバイトを経験。飲み屋を開業するも一年で廃業し、COBRAに三度目の加入。そして、脱退。2002年、SAにギタリストとして加入。タワーレコード主催の『NAOKI(SA)のBARボイラールーム』のMC他の活動も行っている。

## 楽曲提供
- ビートパンク小僧（山瀬まみ）
- TAKE ME HIGH（LINDBERG）
- BAD IN BED（LINDBERG）